# Eamonn Campbell
Eamonn Campbell (29. november 1946, Drogheda, County Louth, Irland - 18. oktober 2017) var en irsk guitarist og producer. Han var mest kendt som medlem af den irske folkemusikgruppe The Dubliners fra 1987 til bandet stoppede i 2012. Siden fortsatte han sammen med de resterende medlemmer med undtagelse af John Sheahan under navnet The Dublin Legends.

## Karriere
Han begyndte at spille professionelt med Dermot O'Brien and the Clubmen i 1965. På turne med The Clubmen i 1967 mødte han The Dubliners, som han hurtigt blev venner med. I løbet af årene optrådte han som gæst med The Dubliners mange gange, navnlig da Luke Kelly begyndte at blive syg.
Han begyndte med at producere musik for andre i 1972 og begyndte også at spille med orkestre, hvor han spillede til Jesus Christ Superstar og West Side Story.
I 1987 producerede han The Dubliners 25 års jubilæumsalbum. Samme år foreslog han, at The Dubliners lavede et samarbejde med et andet irsk band The Pogues. Dette blev starten på et længere samarbejde, der blandt andet fik gruppen tilbage på hitlisterne med hittet "The Irish Rover".
I 1987 blev han også medlem i The Dubliners og har siden da produceret alle deres udgivelser, og havde også tid til at producere for andre kunstnere, specielt irske.
Efter Barney McKenna død i foråret 2012 valgte The Dubliners at stoppe som band. McKenna var det eneste tilbageværende af de oprindelige medlemmer. Gerry O'Connor trådte ind for McKenna på resten af årets turne, og sammen med ham fortsatte Campbell med Patsy Watchorn og Seán Cannon i en gruppe de kaldte The Dublin Legends.
Campbell spillede guitar, mandolin og 5-strenget banjo og sang af og til med i The Dubliners. Hans stemme var meget ru, meget lig det tidligere medlem Ronnie Drew's stemme.
Indtil sin død boede han i Walkinstown, en forstad til Dublin, hvor han ofte frekventerede pubben The Submarine.
I 2009 var Campbell Grand Master for St Patricks dag paraden i Drogheda.

## Diskografi
Campbell har, udover sine udgivelser med The Dubliners, udgivet soloalbums, medvirket på andre kunstneres værker og produceret mange albums for andre kunstnere. Deriblandt indtil flere albums for The Dubliners inden han blev medlem.

### Solo
- 1987 Romantic Rhapsody
- 1987 Go Thoughts... – single
- 2000 Romantic Rhapsody – genudgivelse med tre bonustracks
- 2003 Romantic Rhapsody – genudgivelse med tre bonustracks og ny rækkefælge
- 2007 Romantic Rhapsody – genudgivelse med tre bonustracks

### Gæsteoptrædener
- 1977 Ronnie Drew – Ronnie Drew, Eamon Campbell: guitar, mandolin og banjo
- 1983 Prodigal Sons – The Dubliners, Eamon Campbell: guitar
- 1983 21 Years On – The Dubliners, Eamon Campbell: guitar
- 1983 Live – Paddy Reilly, Eamonn Campbell: guitar
- 1984 The Dubliners – Visions of Ireland – The Dubliners, Eamonn Campbell: guitar og banjo
- 1987 The Late Late Show Tribute to the Dubliners – The Dubliners, Eamonn Campbell: guitar og banjo
- 1997 The Wind and The Rain – Finbar Furey, Eamon Campbell: guitar, John Sheahan (The Dubliners) spiller også med på dette album
- 1998 Long Journey Home – The Chieftains, Eamonn Campbell: guitar og mandolin

### Producer
- 1978 Guaranteed Ronnie Drew – Ronnie Drew, Eamonn Campbell: musikchef og arrangør
- 1979 Together Again – The Dubliners, Eamonn Campbell: musikalsk arrangement
- 1980 Rare Ould Times – Dublin City Ramblers (med Patsy Watchorn nuværende medlem af The Dubliners), Eamonn Campbell: producer
- 1980 Green Shamrock Shore – Paddy Reilly, Eamonn Campbell: producer og arrangør
- 1982 The Fields Of Athenry – Paddy Reilly, Eamonn Campbell: producer og arrangør
- 1983 The Ferryman – Dublin City Ramblers, Eamonn Campbell: producer
- 1985 Greatest Hits LIVE – Paddy Reilly, Eamonn Campbell: producer og arrangør
- 1986 Paddy Reilly's Ireland – Paddy Reilly, Eamonn Campbell: producer og arrangør samt guitar, mandolin og banjo
- 1987 In Our Own Time – John Sheahan & Michael Howard, Eamonn Campbell: co-producer & Guitar
- 1987 25 Years Celebration – the Dubliners, Eamonn Campbell: producer, arrangement af strengeinstrumenter og guitar
- 1987 Come Back Paddy Reilly – Paddy Reilly, Eamonn Campbell: producer
- 1987 Flight Of Earls – Dublin City Ramblers, Eamonn Campbell: producer og arrangør, guitar og mandolin
- 1988 Paddy Reilly Now – Paddy Reilly, Eamonn Campbell: co-producer, guitar & mandolin
- 1989 Home and Away – Dublin City Ramblers, Eamonn Campbell: producer
- 1990 Sings the Songs of Ewan MacColl – Paddy Reilly, Eamonn Campbell: producer
- 1991 Gold and Silver Days – Paddy Reilly, Eamonn Campbell: co-producer, arrangør, guitar og mandolin
- 1992 Winds Of Change – The Fureys, Eamonn Campbell: producer
- 1994 Irish Football & Pub Songs – Dublin City Ramblers, Eamonn Campbell: producer
- 1995 The Craic & Porter Black – Dublin City Ramblers, Eamonn Campbell: producer
- 1998 The Craic & Porter Too – Patsy Watchorn, Eamonn Campbell: producer og arrangør